# Moskowskaja (stacja metra)
Moskowskaja (ros. Моско́вская) – szesnasta stacja linii Moskiewsko-Piotrogrodzkiej, znajdującego się w Petersburgu systemu metra.

## Charakterystyka
Stacja Moskowskaja została oddana do powszechnego użytku 25 grudnia 1969 roku i jest to stacja metra w której zastosowano system automatycznie rozsuwanych drzwi peronowych. Autorami projektu architektonicznego obecnej postaci stacji są: N. W. Kamienskij (Н. В. Каменский), S. G. Majofis (С. Г. Майофис), A. S. Gieckin (А. С. Гецкин), W. P. Szuwałowa (В. П. Шувалова), K. N. Afonskaja (К. Н. Афонская), I. J. Siergiejewa (И. Е. Сергеева), a wsparcie inżynieryjne zapewnili: D. I. Sielityj (Д. И. Селитый), N. S. Arsienjewa (Н. С. Арсеньева), M. M. Siniczkin (М. М. Синичкин) i A. D. Jewstratow (А. Д. Евстратов). Stacja położona jest przy prospekcie Moskiewskim, a także przy ulicach Tipanowa i Ałtajskiej. Nie posiada ona własnego budynku wejściowego, lecz dostępna z poziomu podziemnych przejść przy pobliskich arteriach komunikacyjnych. Według niektórych źródeł jej budowa miała zacząć się jeszcze przed II wojną światową, gdyż w ten rejon miasta planowano przenieść administrację leningradzką, ostatecznie jednak do tego nie doszło. Nazwę stacji użyczył rejon miasta znajdujący się w tej części Petersburga. Według wstępnych planów stacja miała nosić miano Dom Sowietow (Дом Советов), od pobliskiego budynku o takiej właśnie nazwie, z którym miała też się łączyć. Ostatecznie jednak ani nazwa ani planowane połączenie nie zostały wprowadzone w życie. Jest to najdłuższa stacja w petersburskim systemie metra. Łącznie znajdują się tutaj 52 automatyczne drzwi peronowe. Moskowskaja nie posiada faktycznie prawie żadnych elementów dekoracyjnych. Ściany są szare, posadzki wyłożone jasnym granitem, sklepienia barwy białej. Mimo nazwy nie umieszczono tu też żadnych nawiązań do stolicy kraju, Moskwy.
Ze stacji prowadzona jest komunikacja autobusowa z petersburskim portem lotniczym Pułkowo, a także z Pawłowskiem, Puszkinem i Kommunarem. Moskowskaja położona jest na głębokości 29 metrów. Od 1969 do 1972 roku była to końcowa (według innego sposobu liczenia, początkowa) stacja linii Moskiewsko-Piotrogrodzkiej. W lutym 2013 roku na Moskowskajej oddano do użytku tzw. e-bibliotekę, w której można za darmo pobrać wybrane dzieła rosyjskich klasyków, m.in. Lwa Tołstoja czy Nikołaja Gogola. Ruch pociągów odbywa się tutaj od godziny 6:30 do godziny 22:00 (Moskowskaja-1) oraz od godziny 5:35 do godziny 0:41 (Moskowskaja-2) i w tym czasie jest ona dostępna dla pasażerów.